# Józef Arno Włodarski
Józef Arno Włodarski (ur. 1950 w Bornicach koło Susza) – polski historyk.

## Życiorys
Absolwent Uniwersytetu Gdańskiego (1975), pracę magisterską pisał pod kierunkiem prof. dra hab. Wacława Odyńca. W 1986 uzyskał stopień doktora nauk humanistycznych. W 2001 uzyskał stopień doktora habilitowanego nauk humanistycznych w zakresie historii powszechnej nowożytnej XVI–XVIII wieku. W latach 2002–2005 był prodziekanem ds. studentów i kształcenia Wydziału Filologiczno-Historycznego UG, a w latach 2005–2008 jego dziekanem. W kadencjach 2008–2012 i  2012–2016 prorektor UG ds. studenckich.
Opiekun Naukowego Koła Historyków Uniwersytetu Gdańskiego. Członek Komisji Historii Nauk Społecznych Komitetu Historii Nauki i Techniki PAN. Specjalista w dziedzinie historii wojskowości Dalekiego Wschodu oraz historii Prus Królewskich.
26 czerwca 2017 prezydium Centralnej Komisji do spraw Stopni i Tytułów wznowiło postępowanie habilitacyjne Włodarskiego i zawiesiło jego przewód profesorski w związku ze znalezieniem splagiatowanych fragmentów w jego rozprawie habilitacyjnej; w czerwcu 2018 rada Wydziału Historycznego UG uchyliła uchwałę o nadaniu Włodarskiemu stopnia doktora habilitowanego, jego odwołanie zostało zaś skierowane do Centralnej Komisji do spraw Stopni i Tytułów.
Rada Wydziału 5 lipca 2019 podjęła uchwałę „w sprawie stwierdzenia nieważności postępowania doktorskiego zakończonego uchwałą z 18 kwietnia 1986 r. o nadaniu stopnia doktora Józefowi Włodarskiemu”.